# Mitología ute
La mitología de la tribu ute es una importante parte de la religión tradicional del pueblo ute, una tribu nativa del oeste de los Estados Unidos. 

## Principales figuras[1]
- Lobo: según los mitos, es el creador y el principal héroe de la cultura ute. Es habitualmente representado como un ser humano.
- Coyote: hermano menor del lobo, es una figura engañosa. Si bien de vez en cuando ayuda a su hermano y colabora con la gente, en general su comportamiento es irresponsable y frívolo, dando problemas a quienes le rodean. Aunque a menudo ayuda a su hermano y a veces incluso hace buenas obras para la gente, el comportamiento de los coyotes es tan irresponsable y frívolo que constantemente se mete a sí mismo y a los que le rodean en problemas

## Leyendas populares

### Cosmología
Según las leyendas ute, el Sol antiguamente era malo mientras que la Luna era buena. El primero tenía un carcaj lleno de flechas mortales y deseaba matar a todos con ellas. Venus y Mercurio eran hijas del Sol y veinte hombres las mataron, aunque volvieron a la vida después de cincuenta días.
El arcoíris es la hermana de Pokoh y su pecho está cubierto de flores.
El rayo golpeó el suelo y creó el fuego al golpear los pedernales. Otras leyendas dicen que los castores trajeron el fuego desde el este, portándolo en su cola. Esta sería la razón de que los castores no tuvieran pelo en su cola.
Existen varios mundos, algunos de los cuales han pasado y otros están por venir. Puede que en otro mundo los ute repten como serpientes, en otro caminen y en otro vuelen o caminen a cuatro patas, naden en el agua como los peces.

### Pokoh el Viejo
La leyenda de Pokoh el Viejo es el mito fundacional ute. Lleno de pensamientos, Pokoh tenía muchas mantas donde llevaba regalos para los hombres y mujeres. Creó el mundo a partir del suelo que los ute habitaban y no quería que el ser humano viajara o se tuviera que mover, sino que permaneciera en su lugar de nacimiento.

### Blood Clot
La leyenda de Blood Clot habla de un niño con excepcionales habilidades para la caza que nació de un coágulo de sangre (en inglés, blood clot).
Criado por dos ancianos, Blood Clot creció en apenas unos días y enseguida demostró una gran habilidad para la caza. Un día decidió viajar hasta un pueblo cercano. Allí, al no saber a qué tribu pertenecía, un anciano pronosticó que pertenecía al clan de los búfalos. Tras demostrar sus habilidades para la caza incluso en tiempos de escasez, estuvieron todos de acuerdo en que se casara con la hija del jefe del pueblo.
La única condición que le puso es que nunca dijera la palabra "becerro", ya que él como tal formaba parte de los búfalos. Sin embargo, un día apareció cerca del pueblo una enorme manada de búfalos y, al ir de caza, su mujer durante la misma dijo entonces "mata a ese becerro". Inmediatamente, Blood Clot saltó sobre su caballó y salió galopando con la manada, convirtiéndose en un búfalo a pesar de los llantos de su esposa, que intentó salir tras él. Desde ese momento, corre Blood Clot con los búfalos.

### Otras leyendas
Otras leyendas que componen la mitología ute son:
- El Puercoespín que cazaba Búfalos
- El Puma y el Oso
- Los Dos cervatillos y el conejo
- Los Dos nietos
- El Coyote y el Pato